# U Krysi
U Krysi souvent appelé Le magasin de Krystyna Więcławska (en polonais : Sklep Krystyny Więcławskiej) est un magain situé à Jeruzal et lieu emblématique avec le Banc de Jeruzal du village fictif Wilkowyje de la série télévisée Ranczo. 

## U KrysidansRanczo
Le magasin « U Krysi » est l'unique épicerie du village de Wilkowyje et l'un des principaux lieux de la vie sociale de la communauté. Il est également célèbre pour être le principal point de vente du Mamrot. Il est tenu par Krystyna Więcławska (Dorota Chotecka), une figure respectée et bien informée du village.
Son emplacement est stratégique : il se trouve juste en face du célèbre banc où les personnages principaux masculins passent leurs journées à commenter la vie du village. Les allées et venues des clients du magasin constituent ainsi une source de discussions pour les hommes assis sur le banc.

## Impact culturel et touristique
Le magasin est l'une des attractions touristiques les plus populaires de Jeruzal,, la gérante de celui-ci se prénome Krystyna,. En 2023, l'acteur Bogdan Kalus (interprète de Hadziuk) visite le site, renforçant son lien avec la série,.
En juillet 2023, des modifications sur la façade du magasin éveille l'inquiétude des fans de la série. Le bâtiment est finalement repeint dans les couleurs d'origine, fidèles à celles de la série. Cette restauration apaise les craintes.